# Aphoebantus scriptus
Aphoebantus scriptus är en tvåvingeart som beskrevs av Daniel William Coquillett 1891. Aphoebantus scriptus ingår i släktet Aphoebantus och familjen svävflugor.
Artens utbredningsområde är Kalifornien. Inga underarter finns listade i Catalogue of Life.